# Championnat de Namibie de rugby à XV
Le championnat de Namibie de rugby à XV, (en anglais : Rugby Premier League), est une compétition annuelle mettant aux prises les meilleurs clubs professionnels de rugby à XV en Namibie. Elle est placée depuis sa création en 1992 sous l'égide de la Fédération namibienne de rugby à XV. Le nom est officiellement nommé MTC Rugby Premier League pour des raisons de parrainage, du nom de l'entreprise de télécommunication Mobile Telecommunications Limited.

## Format
La formule retenue pour la désignation du champion de Namibie de rugby à XV est la suivante : 
- une phase régulière où les 8 équipes s'affrontent lors de matchs aller-retour.
- une phase finale où les quatre meilleures équipes se qualifient pour les demi-finales, puis les vainqueurs jouent dans une finale à Windhoek.

## Palmarès
| Année     | Champion                 | Score   | Finaliste                |
| --------- | ------------------------ | ------- | ------------------------ |
| 1992-2006 | ?                        | -       | -                        |
| 2007      | Reho Falcon RC (de)      | -       | -                        |
| 2008      | Western Suburbs RC       | -       | -                        |
| 2009      | Rehoboth RC              | -       | -                        |
| 2010 (de) | Wanderers RC             | -       | -                        |
| 2011 (de) | Reho Falcon RC (de)      | -       | -                        |
| 2012      | Western Suburbs RC       | -       | -                        |
| 2013      | Western Suburbs RC       | -       | -                        |
| 2014      | United RC                | -       | -                        |
| 2015      | University of Namibia RC | -       | -                        |
| 2016      | University of Namibia RC | -       | -                        |
| 2017      | University of Namibia RC | -       | -                        |
| 2018      | Wanderers RC             | 30 - 22 | United RC                |
| 2019      | United RC                | 44 - 42 | University of Namibia RC |
| 2021      | University of Namibia RC | -       | -                        |
| 2022      | Wanderers RC             | 51 - 35 | University of Namibia RC |